# Contea di Imperial

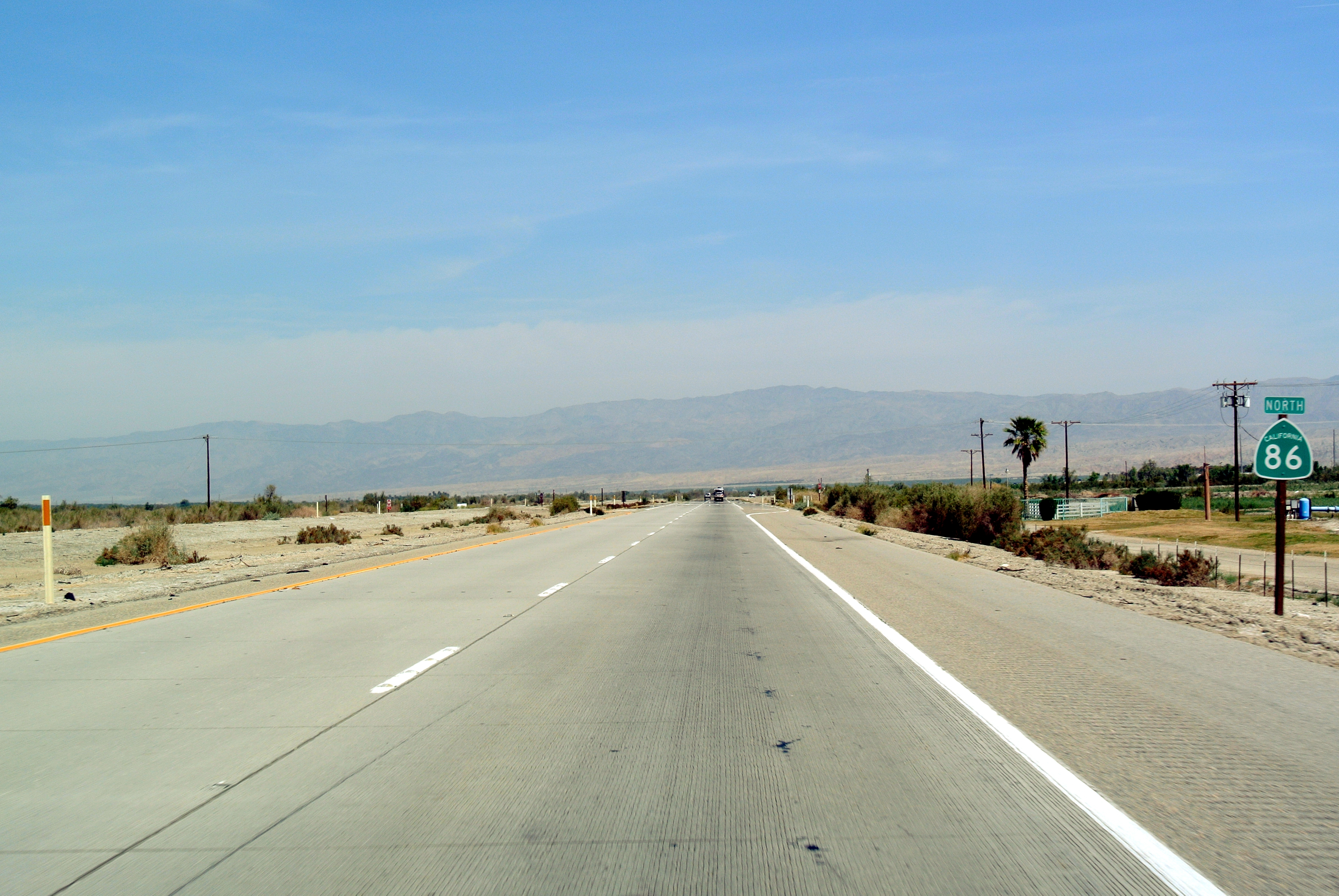
State Route 86 vicino a Salton City

La contea di Imperial, in inglese Imperial County, è una contea dello Stato della California, negli Stati Uniti. La popolazione al censimento del 2000 era di 142 361 abitanti. Il capoluogo di contea è El Centro. Si tratta della contea più giovane dello Stato. Il capoluogo di contea è El Centro. Vi si trova il sito storico di Fort Yuma.

## Geografia fisica
La contea si trova nella Imperial Valley nella California meridionale, nell'estremo sud-est della California, al confine con Arizona a est e Messico a sud. L'U.S. Census Bureau certifica che l'estensione della contea è di 11608 km², di cui 10812 km² composti da terra e i rimanenti 796 km² composti di acqua. Il confine est è formato dal fiume Colorado. A nord-ovest si trova gran parte del Lago Salton, sotto il livello del mare. Nel centro sud si trovano l'erg delle Algodones Dunes. La contea si trova nel deserto del Colorado, un'estensione del deserto di Sonora. Nella contea si trovano diverse aree protette, tra cui il parco statale del deserto di Anza-Borrego. La valle è supportata dall'All-American Canal, poiché la contea si trova in una regione desertica.
Nel centro nord della contea si trova Salvation Mountain.

### Contee confinanti
- Contea di Riverside - nord
- Contea di La Paz (Arizona) - nord-est
- Contea di Yuma (Arizona) - sud-est
- Mexicali (Bassa California, Messico)  - sud
- Tijuana (Bassa California, Messico) - sud-ovest
- Contea di San Diego - ovest

## Infrastrutture e trasporti

### Principali strade ed autostrade
- Interstate 8
- California State Route 7
- California State Route 78
- California State Route 86
- California State Route 98
- California State Route 111
- California State Route 115

## Storia
L'area era popolata da nativi Quechan, Kumeyaay e Cahuilla. La contea di Imperial fu costituita nel 1907 da parte del territorio della contea di San Diego e fu l'ultima contea dello Stato a essere creata. Fu chiamata così per l'omonima valle in cui si trova, che a sua volta deve il suo nome all'Imperial Land Company, azienda che mirava a creare insediamenti in questa zona della California.

## Comuni

### Cities
- Brawley
- Calexico
- Calipatria
- El Centro (capoluogo)
- Holtville
- Imperial
- Westmorland

### Census-designated places
| - Bombay Beach - Desert Shores - El Centro Naval Air Facility - Heber | - Niland - Ocotillo - Palo Verde - Salton City | - Salton Sea Beach - Seeley - Winterhaven |